# Aigle pomarin

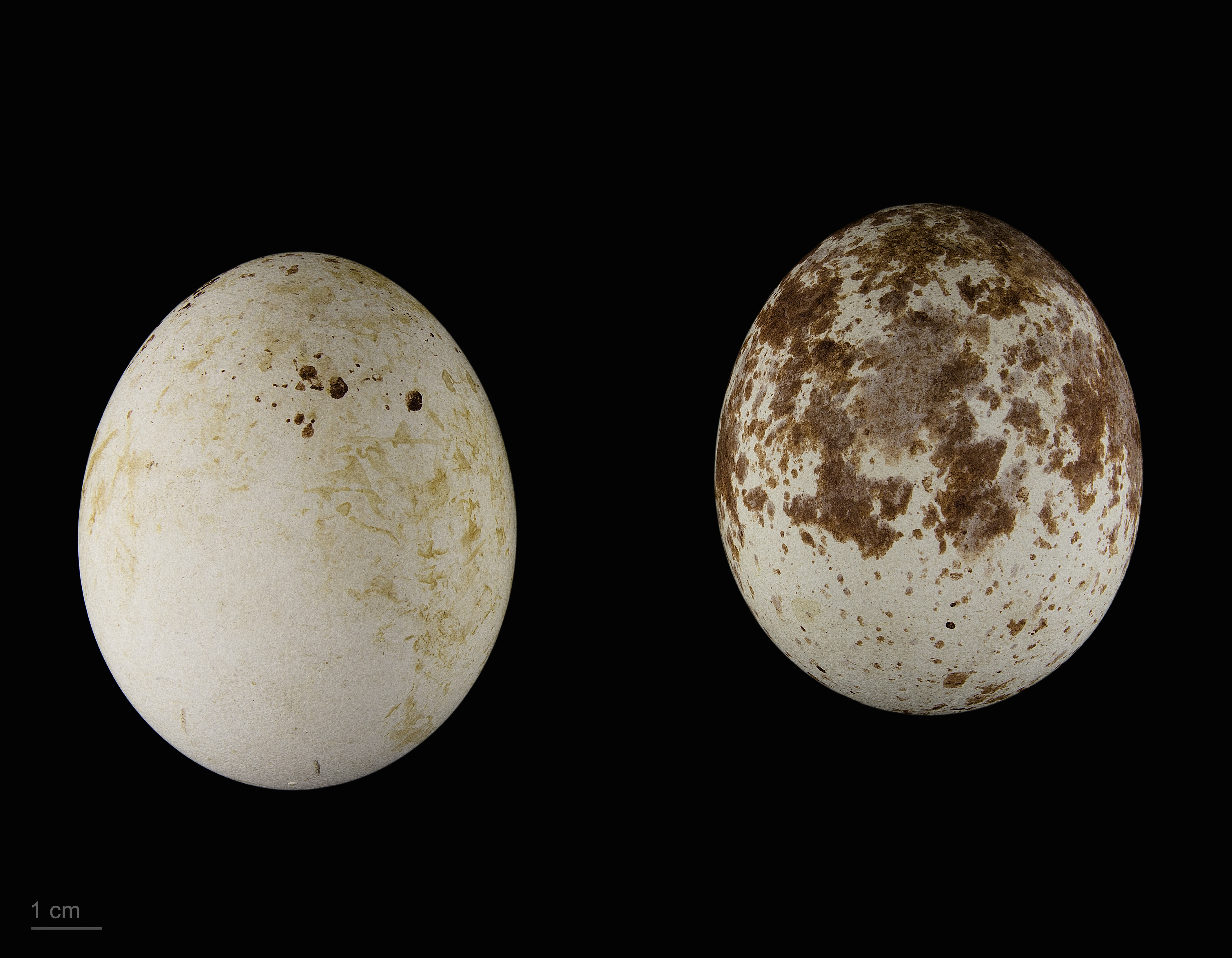
Clanga pomarina - MHNT

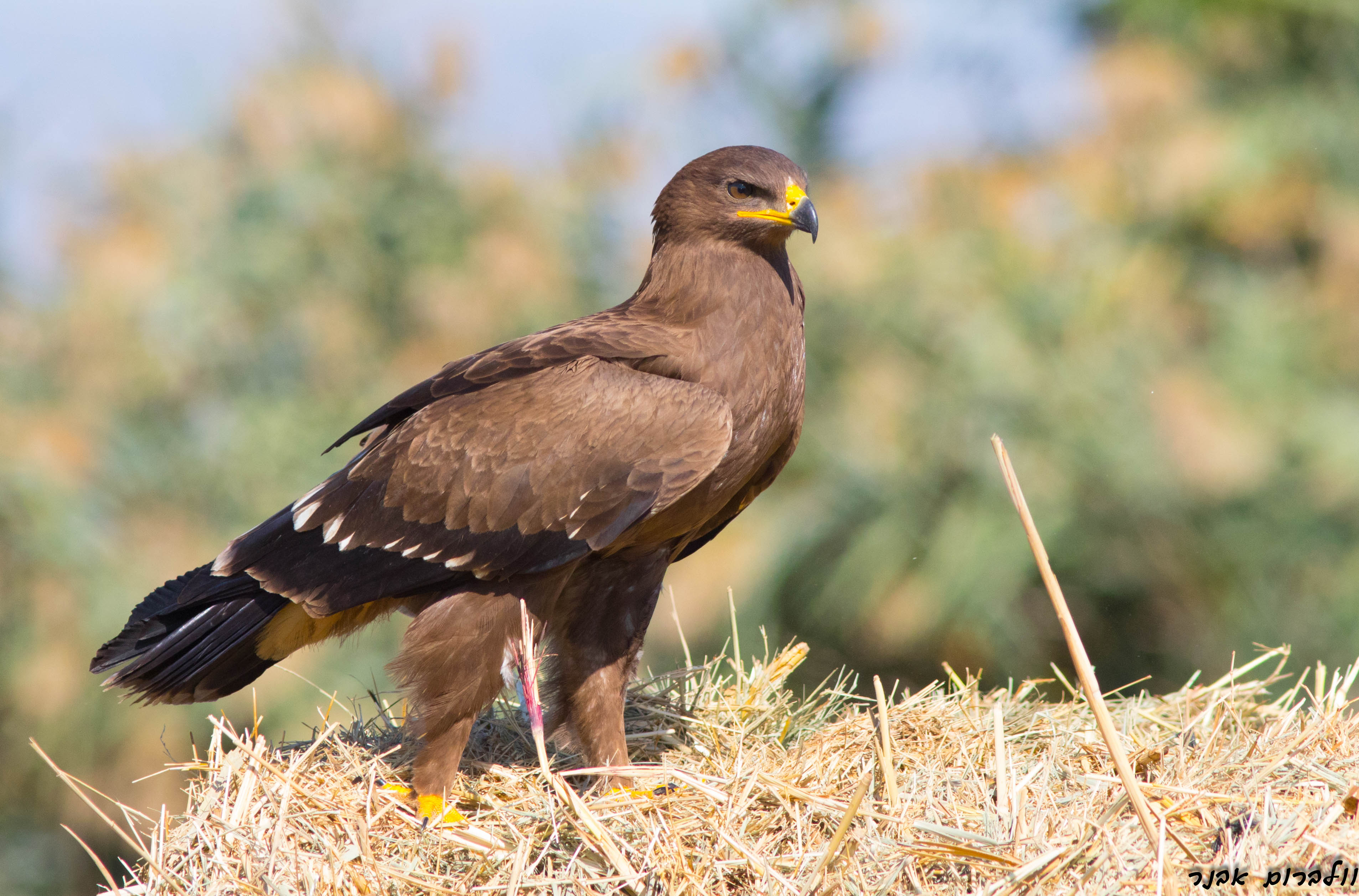
Aigle pomarin adulte.

Clanga pomarina
Espèce
Répartition géographique
- nidification
- zone d'hivernage

Statut CITES
Statut de conservation UICN

 LC  : Préoccupation mineure
Synonymes
- Aquila pomarina

L'Aigle pomarin (Clanga pomarina, anciennement Aquila pomarina) est une espèce de rapaces diurnes appartenant à la famille des Accipitridae.

## Description
C'est un aigle de taille moyenne, d'environ 60 cm de longueur et d'une envergure de 150 cm.

## Comportement
Seul de la famille des aigles à migrer en Afrique, il ne revient en Europe que pour se reproduire.
Dans un peu plus de 80% des cas, la nichée est constituée, à la naissance de deux poussins. Ceux-ci se battent férocement juste après l'éclosion. Il en résulte que, presque toujours, seul le plus vigoureux survit. Cette caractéristique est appelée le caïnisme par référence au combat biblique de Caïn et Abel.

## Répartition et habitat
L’aigle pomarin niche en Europe de l’Est – et plus précisément, dans les marécages du Mecklembourg, de la Poméranie (d’où son nom), de la Slovaquie et des Balkans –, ainsi qu’au Proche-Orient, en Inde et en Asie du Sud-Est. Par contre, sa présence est assez rare en Europe occidentale. En Allemagne, par exemple, la population était de 33 couples en 1993, puis a diminué à environ 21 couples en 2006, avant de se redresser jusqu’à 25 couples en 2019.
Il a pour habitat les forêts humides de plaine, ainsi que les forêts sèches de montagne jusqu’à 1 800 mètres d’altitude.

## Protection
L'aigle pomarin bénéficie d'une protection totale en France depuis l'arrêté ministériel du 17 avril 1981 relatif aux oiseaux protégés sur l'ensemble du territoire français . Il est donc interdit de le tuer, de le mutiler, de le capturer ou de l'enlever, de le perturber intentionnellement ou de le naturaliser, ainsi que de détruire ou enlever les œufs et les nids, et de détruire, altérer ou dégrader son milieu. Qu'il soit vivant ou mort, il est aussi interdit de le transporter, de le colporter, de le détenir, de le vendre ou de l'acheter.
Pourtant, les menaces provenant des activités humaines ne cessent de peser sur lui.